# Шпеник, Отто Бартоломеевич
Отто Бартоломеевич Шпеник (укр. Отто Бартоломійович Шпеник; 14 июля 1938, Мукачево – 29 сентября 2020, Ужгород) — украинский физик; доктор физико-математических наук, профессор; директор Института электронной физики, академик НАН Украины.

## Биография
Родился 14 июля 1938 года в Мукачево в немецко-украинской семье служащих. Отец и мать Отто закончили Мукачевский торговую академию. Отец работал экономистом на заводе Мукачевприбор, а мама была домохозяйкой. Старший брат Отто стал медиком. В Мукачево в Доме пионеров был кружок техники, который Отто посещал в детстве. Там конструировали различные приемники, устройства. Делали их из электронных деталей, оставшихся после войны. Немалую любовь к технике привил дедушка по маме, железнодорожник по специальности, Михаил Русин.
В 1961 году окончил физико-математический факультет Ужгородского государственного университета и получил квалификацию «физик. учитель физики». В 1964 окончил аспирантуру при кафедре оптики Ужгородского государственного университета.
Один из ветеранов кафедры оптики, квантовой электроники и Проблемной научно-исследовательской лаборатории физики электронных столкновений Ужгородского государственного университета, активный участник создания Ужгородского отделения Института ядерных исследований НАН Украины и отдела ионных процессов, немало усилий приложил по строительству лабораторного корпуса и созданию предпосылок для открытия первого в Закарпатье академического института — Института электронной физики НАН Украины; первый его директор. Один из продолжателей ужгородской научной школы по физике электронных столкновений.
Умер 29 сентября 2020 года, причиной смерти стало заражение COVID-19.

## Научная деятельность
Области научных интересов: экспериментальная атомная физика, оптика, физика электронных и атомных столкновений, физическая электроника, взаимодействие электронов с поверхностью твердого тела, элементарные процессы в верхних слоях атмосферы Земли и планет.
В 1967 году в Ленинградском государственном университете защитил кандидатскую диссертацию на тему «Возбуждение атомов при столкновениях с моноэнергетическими электронами». В 1975 году в Институте физики АН Украины защитил докторскую диссертацию на тему «Исследование процессов возбуждения при столкновениях медленных электронов и ионов с атомами».
Подготовил 15 кандидатов и 2 докторов наук. Автор более 320 научных работ, в том числе монографий, 8 авторских свидетельств на изобретения.

## Звания
- Иностранный член Венгерской академии наук
- Председатель Закарпатского физического общества
- Президент Закарпатского отделения Малой академии наук
- Председатель Закарпатского филиала Федерации ученых Украины
- Член секции физики Комитета по Государственным премиям Украины в области науки и техники
- Член Экспертного совета ВАК Украины
- Член бюро Отделения физики и астрономии НАН Украины
- Соросовский профессор
- Член научного совета «Физика плазмы» Российской академии наук
- Член оргкомитетов и организатор многих республиканских и международных научных конференций

## Награды
- Орден князя Ярослава Мудрого V степени (2004)
- Орден «За заслуги» III степени
- нагрудный знак «Изобретатель СССР»
- Государственная премия Украины в области науки и техники
- Заслуженный деятель науки и техники Украины
- Благодарность президента Украины Л. Д. Кучмы (1999)
- Почётные грамоты Закарпатской областной государственной администрации (1997), Закарпатского областного совета (2000)
- Памятная медаль Дебреценского научного центра Венгерской АН
- Памятная медаль им. Недра Сабольч-Сатмар-Берег научного общества Венгерской АН (1998)
- Юбилейная медаль инженерного факультета Мишкольцского университета (1998)
- Почётный гражданин города Ужгород
- «Человек года '97» города Ужгород.